# Noodweer in de kas
Noodweer in de kas (HR 29 april 1997, NJ 1997/627) is een arrest van de Nederlandse Hoge Raad waarin de voorwaarden van noodweerexces aan de orde komen.

## Casus
Een tuinder stapte de kas van zijn broer (met wie hij al enige tijd in onmin leefde) in om te vragen of deze een aanhangwagen wilde weghalen. De kas van de tuinder lag pal naast de kas van zijn broer en deze aanhanger blokkeerde de weg naar zijn bedrijf, terwijl zijn broer hem overpad moest verlenen. Hij trof daar zijn neef aan, met wie de tuinder verschillende aanvaringen had gehad en van wie hij wist dat het een heetgebakerd persoon was. De neef beval hem de kas te verlaten, maar de tuinder gaf hier geen gehoor aan. Zijn neef kwam toen op hem aflopen en pakte de tuinder in een verstikkende greep waardoor hij geen lucht meer kreeg. De tuinder pakte een scherpe schaar uit zijn broekzak –die hij altijd bij zich heeft voor het oogsten van zijn bloemen– en stak zijn neef twee keer.

## Hoge Raad
In dit arrest wordt de vraag gesteld of aan de eisen van noodweerexces is voldaan. De Hoge Raad vindt van wel. Hoewel de tuinder in onmin leefde met zijn broers (en de neef) was hij niet op zoek naar ruzie en kon de reactie van de neef niet verwachten. De tuinder kwam de kas in om te vragen of de aanhanger van zijn broer weggezet kon worden vanwege het recht op overpad, niet om ruzie uit te lokken. 

Ook al was sprake van omstandigheden waaronder verzoeker tot cassatie zou kunnen verwachten dat de mogelijkheid bestond dat problemen zouden ontstaan, dan is daarvan niet het noodzakelijk gevolg dat verzoeker, indien hij lijfelijk wordt aangevallen, geen beroep op noodweer(exces) kan doen indien hij zich daartegen moet verdedigen. Van verwerping van het beroep op noodweerexces zou hooguit sprake zijn indien verzoeker tot cassatie de kas is binnengelopen met het doel om de daar aanwezigen c.q. het latere slachtoffer (tot een aanval) te provoceren. Daarvan is geen sprake.